# Acacia tuberculata
Acacia tuberculata är en ärtväxtart som beskrevs av Bruce R. Maslin. Acacia tuberculata ingår i släktet akacior, och familjen ärtväxter. Inga underarter finns listade i Catalogue of Life.